# Seifen (Westerwald)

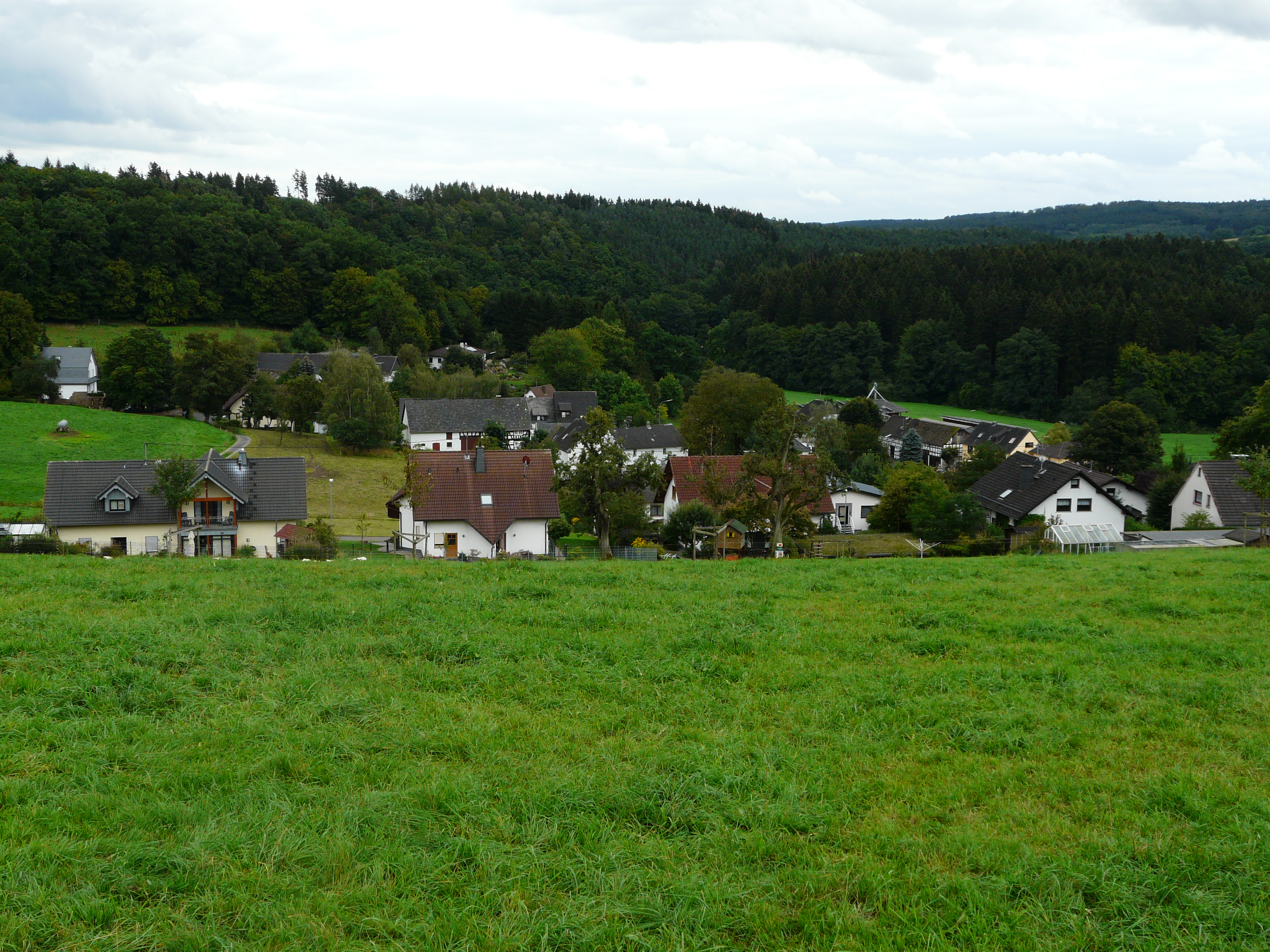
Blick auf Seifen aus westlicher Richtung

Seifen ist eine Ortsgemeinde im Landkreis Altenkirchen (Westerwald) in Rheinland-Pfalz. Sie gehört der Verbandsgemeinde Altenkirchen-Flammersfeld an.

## Geographie

### Geographische Lage

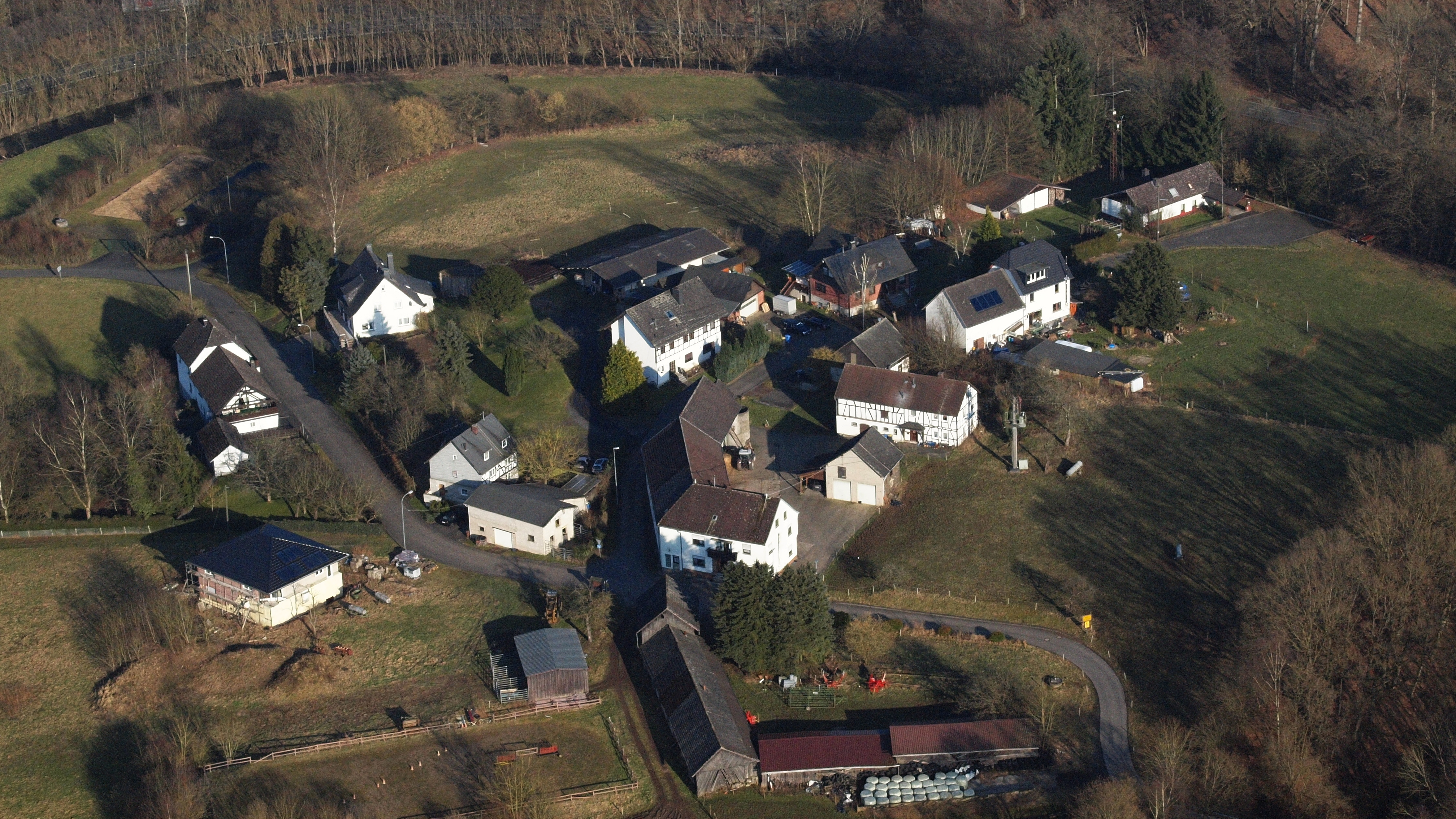
Niederähren, Luftaufnahme (2015)

Seifen liegt etwa 3 km südöstlich von Flammersfeld und 5 km nordwestlich von Puderbach im Holzbachtal, an das überregionale Straßennetz durch die Landesstraße 267 angeschlossen. Die Gemarkung von Seifen liegt im Naturpark Rhein-Westerwald.

### Ortsteile
Zur Gemeinde Seifen gehören noch die Ortsteile Niederähren (9 Häuser) und der Bahnhof Seifen mit 3 Häusern.

### Klima
Der Jahresniederschlag beträgt 929 mm.

### Geologie
Der Ortsname Seifen ist namensgebend für die geologischen Bezeichnungen Seifener Schichten und Sattel von Hönningen-Seifen, kurz Seifener Sattel. Zu diesen Namensgebungen kam es in Folge fossiler Funde, die im Rahmen des Bahnbaus Ende des 19. Jahrhunderts – und nochmals in den 1930er-Jahren im Zuge des Straßenbaus – gefunden wurden.

## Geschichte
Seifen ist im Bereich südlich der mittleren Sieg die mundartliche und schon mittelhochdeutsche Bezeichnung für einen Siefen. In der Geographie ist ein Siefen der Name für ein wasserführendes Tal. Er deutet auf eine Siedlung aus der Zeit um 1000 hin. 1935 wurden beim Bau eines Hauses ein Krug und Scherben gefunden, die Hinweise auf eine Besiedlung der Gemarkung im 10. Jahrhundert geben. Die Namen Burgberg, Burggraben, Burgkeller, Burgau, die an einem vom Holzbach umflossenen Felssporn vorkommen, lassen hier eine Fliehburg vermuten. In ihrer Geschichte gehörte die Region zur Zeit der Karolinger zu den Gaugrafen von Engers, später zur Grafschaft Sayn und von 1636 bis 1799 zur Grafschaft Sayn-Hachenburg, wo es zum Kirchspiel Schönberg gehörte. Bis 1806 stand der Ort dann unter der Herrschaft des Fürsten von Nassau-Weilburg. 1806 traten die beiden nassauischen Fürsten dem napoleonischen Rheinbund bei, sodass die Region von 1806 an zum Herzogtum Nassau gehörte. Aufgrund der auf dem Wiener Kongress (1815) getroffenen Vereinbarungen wurde Kirchspiel Schöneberg der ehemaligen saynischen Grafschaften an das Königreich Preußen abgetreten. Unter der preußischen Verwaltung wurde Seifen der Bürgermeisterei Flammersfeld im neu errichten Kreis Altenkirchen zugeordnet, der von 1822 an zur Rheinprovinz gehörte.
1884 wurde das Gebiet durch die Holzbachtalbahn erschlossen, sodass Seifen später als Erzverladestelle zu einem recht bedeutenden Bahnhof wurde. Die Flurbezeichnung Silberkaul weist auf den Bergbau hin, der mit der Grube Fortuna 1886 endete. 1892 erhielt Seifen eine eigene Schule, die allerdings heute nicht mehr erhalten ist. Auf der Bahnstrecke Engers–Au wurde kurz vor ihrem 100-jährigen Jubiläum der Personenverkehr eingestellt. Heute verkehrt an Werktagen ein Güterzug nach Selters zur Firma Schütz.
Bevölkerungsentwicklung
Die Entwicklung der Einwohnerzahl von Seifen, die Werte von 1871 bis 1987 beruhen auf Volkszählungen:
| Jahr | Einwohner |
| ---- | --------- |
| 1815 | 107       |
| 1835 | 111       |
| 1871 | 134       |
| 1905 | 148       |
| 1939 | 135       |
| 1950 | 155       |

| Jahr | Einwohner |
| ---- | --------- |
| 1961 | 127       |
| 1970 | 119       |
| 1987 | 104       |
| 1997 | 169       |
| 2005 | 154       |
| 2024 | 126       |

## Politik

### Gemeinderat
Der Gemeinderat in Seifen besteht aus sechs Ratsmitgliedern, die bei der Kommunalwahl am 9. Juni 2024 in einer Mehrheitswahl gewählt wurden, und dem ehrenamtlichen Ortsbürgermeister als Vorsitzendem.

### Bürgermeister
Torsten Walterschen wurde am 2. Juli 2019 Ortsbürgermeister von Seifen. Bei der Direktwahl am 26. Mai 2019 war er mit einem Stimmenanteil von 84,93 % gewählt worden. Bei der Direktwahl am 9. Juni 2024 wurde Walterschen als einziger Bewerber mit 95,2 % für weitere fünf Jahre wiedergewählt.
Sein Vorgänger war Martin Weingarten, der das Amt elf Jahre ausübte.

## Wirtschaft
In Seifen besteht noch ein landwirtschaftlicher Vollerwerbs- und ein Nebenerwerbsbetrieb, die ca. 44 ha Fläche bewirtschaften. 1975 waren es noch acht Betriebe für 115 ha Nutzfläche.

### Verkehrsanbindung

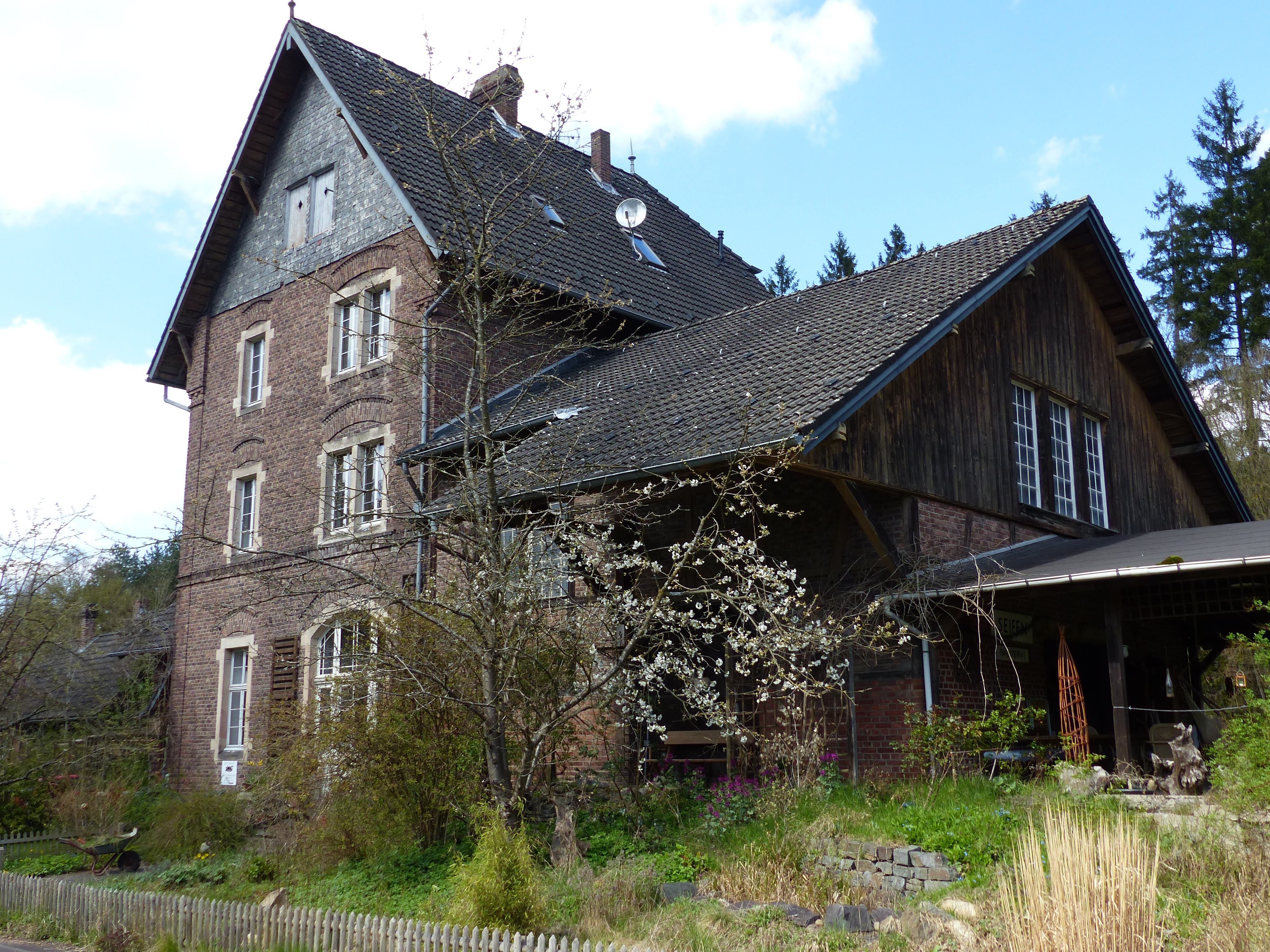
Der Bahnhof von Seifen im Westerwald heute

Seifen hat einen Bahnhof an der Holzbachtalbahn von Engers nach Au an der Sieg, auf welcher jedoch derzeit kein SPNV stattfindet, der Abschnitt Altenkirchen-Flammersfeld-Puderbach-Selters-Siershahn, wird jedoch im Frachtverkehr befahren. 
Der Ort wird durch Regionalbuslinien bedient, er liegt im Gebiet des Verkehrsverbundes Rhein-Mosel (VRM).

## Kultur
→ Liste der Kulturdenkmäler in Seifen (Westerwald)